# Ormtjärnen (Arvidsjaurs socken, Lappland, 729991-166065)
Ormtjärnen är en sjö i Arvidsjaurs kommun i Lappland och ingår i Åbyälvens huvudavrinningsområde.